# فلت تاپ، شهرستان بیب، آلاباما
فلت تاپ (به انگلیسی: Flat Top) یک منطقهٔ مسکونی در ایالات متحده آمریکا است که در شهرستان بیب، آلاباما واقع شده‌است. فلت تاپ ۱۵۹٫۱۱ متر بالاتر از سطح دریا قرار دارد.